# 博纳 (热尔省)
博纳（法語：Bonas）是法国热尔省的一个市镇，属于孔东区（Condom）拜斯河畔瓦朗克县（Valence-sur-Baïse）。该市镇总面积10.1平方公里，2009年时的人口为138人。

## 人口
博纳人口变化图示